# ادنومس
ادنومس (بالإنجليزية: Adenomus)‏ نوع نادر الضفادع الصغيرة، موطنه سيرلانكا اعتبر منقرضا منذ 133 سنة لكن تم اكتشافه عام 2009 في منطقة كاندي.